# Ngày Quốc tế Thanh Thiếu niên

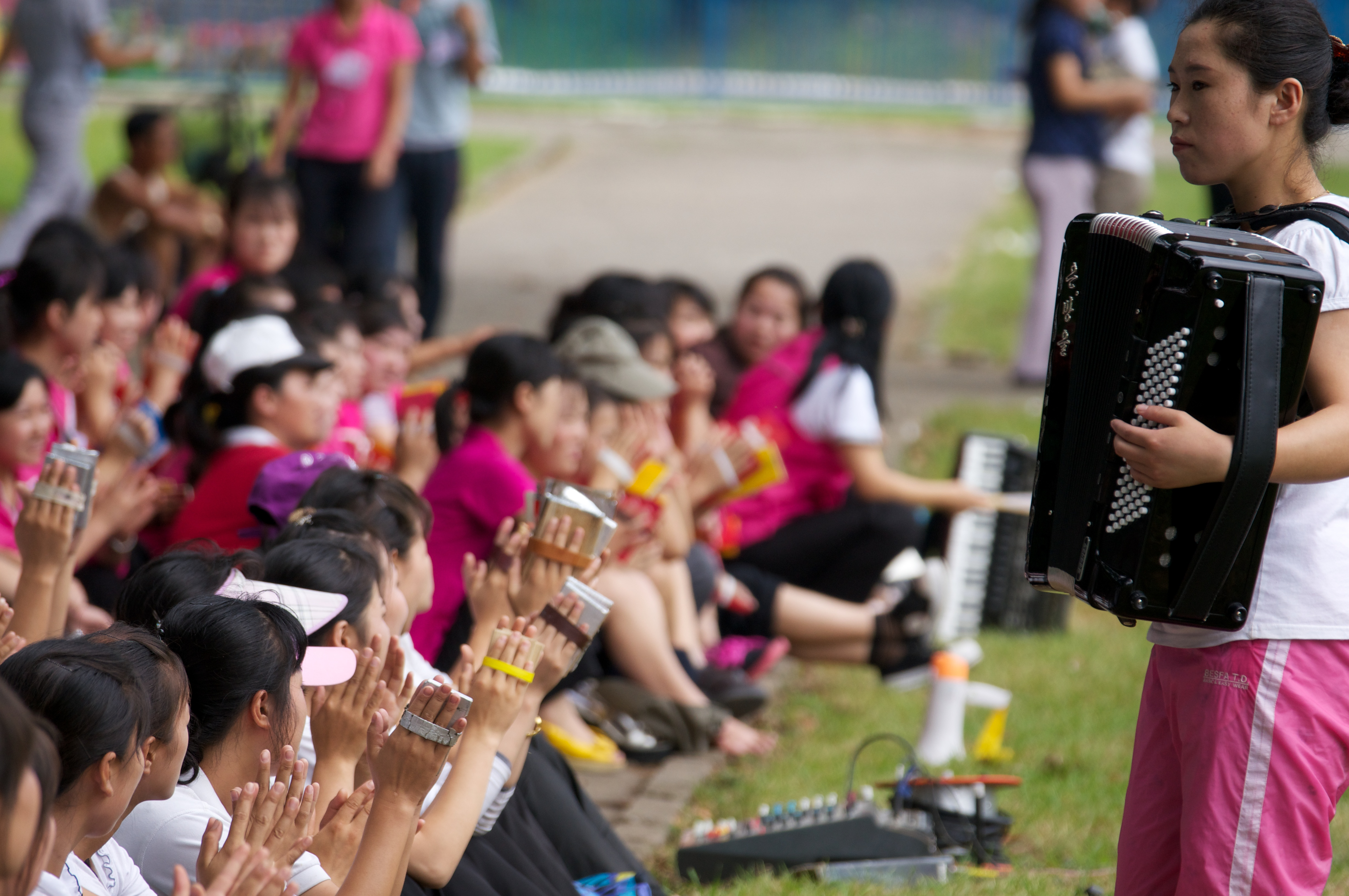
Hoạt động kỷ niệm ngày quốc tế thanh thiếu niên tại Triều Tiên

Ngày Quốc tế Thanh Thiếu niên của Liên hiệp quốc được Đại Hội đồng Liên hợp Quốc chọn vào ngày 12 tháng 8 hàng năm, bắt đầu từ năm 1999 nhằm thúc đẩy nhân quyền và sự phát triển nhân loại, đặc biệt là của thế hệ trẻ.